# Бюльбюль-обручник
Бюльбю́ль-обру́чник (Neolestes torquatus) — вид горобцеподібних птахів родини бюльбюлевих (Pycnonotidae). Мешкає в Центральній Африці. Це єдиний представник монотипового роду Бюльбюль-обручник (Neolestes).

## Опис
Довжина птаха становить 16 см, вага 20-27 г. Виду не притаманний статевий диморфізм. Верхня частина тіла оливково-зелена, крила світло-оливково-зелені, края крил жовто-зелені. Стернові пера темно-коричневі з оливково-зеленими краями. Горло і щоки кремово-білі, скроні бежево-жовті. Нижня частина тіла кремово-біла, боки сірі. Верхня частина голови сіра. Від дзьоба до очей ідуть широкі чорні смуги, які продовжуються далі і утворюють на грудях чорний "комірець". Лапи чорні. Молоді птахи мають тьмяніше забарвлення.

## Таксономія
Раніше деякі дослідники відносили бюльбюля-обручника до родини сорокопудових або гладіаторових, однак дослідження 1999 року показало, що цей вид належить до примітивної гілки бюльбюлевих. Молекулярно-генетичне дослідження 2010 року підтвердило споріденеість бюльбюля-обручника з іншими бюльбюлями.

## Поширення і екологія
Бюльбюлі-обручники мешкають в Габоні, Анголі, Замбії, Руанді, Республіці Конго і Демократичній Республіці Конго. Вони живуть в саванах, порослих чагарниками (зокрема Annona senegalensis і Hymenocardia acida) і міомбо, на луках, пасовищах і полях. Зустрічаються на висоті до 1750 м над рівнем моря.

## Поведінка
Бюльбюлі-обручники живуть поодинці, парами або невеликими сімейними зграями до 4 птахів. Живляться комахами і плодами. Бюльбюлі-обручники ловлять комах в польоті або шукають в траві. Сезон розмноження триває з серпня по жовтень і з грудня по січень. Під час сезону розмноження бюльбюлі-обручники демонструють територіальну поведінку. Гніздо чашоподібне, зроблене з сухої трави, розміщується в чагарникових заростях. В кладці 2 яйця. Пташенята покидають гніздо на 17 день.